# تجدد

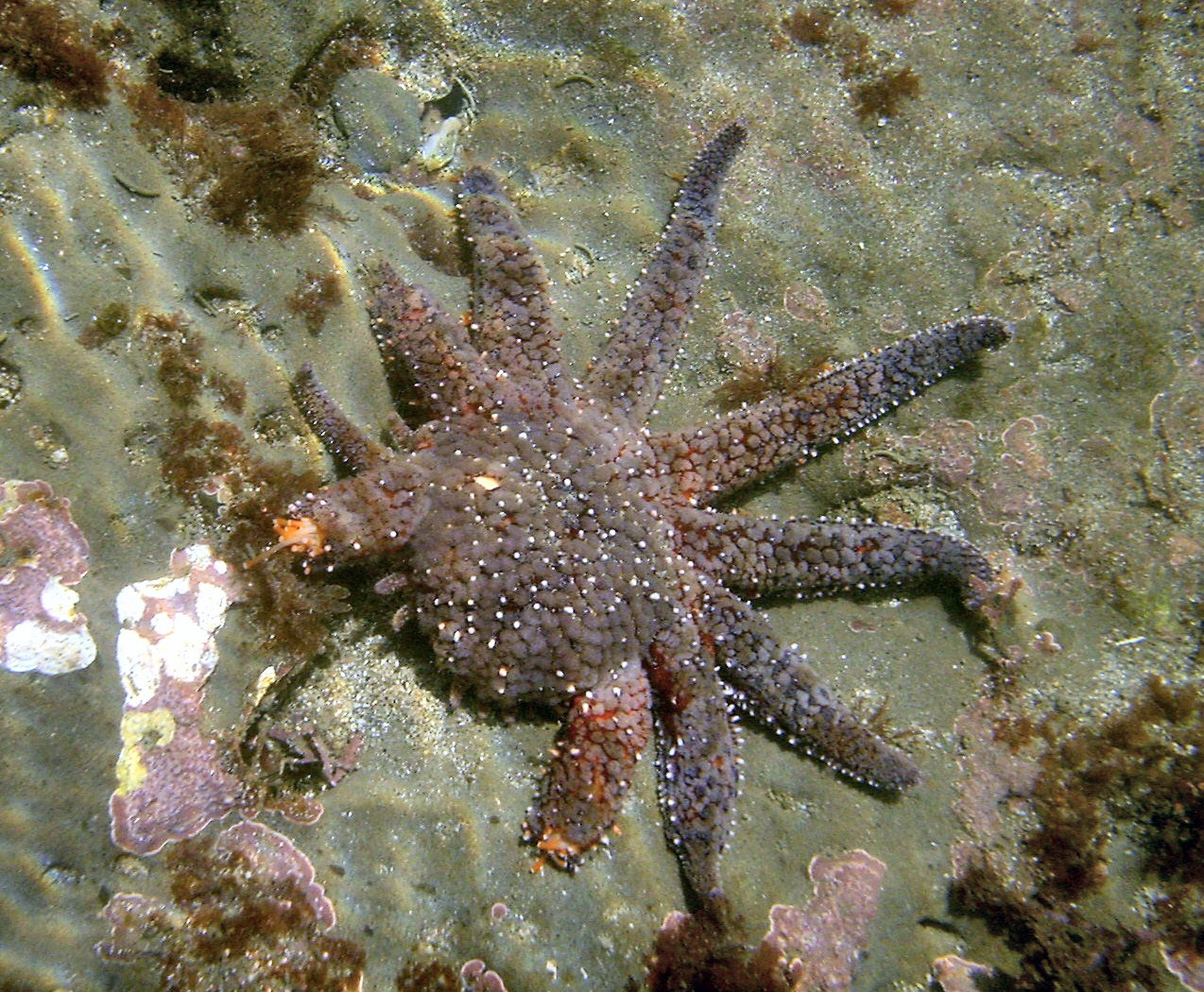
نجم البحر يجدد بعض أذرعه.

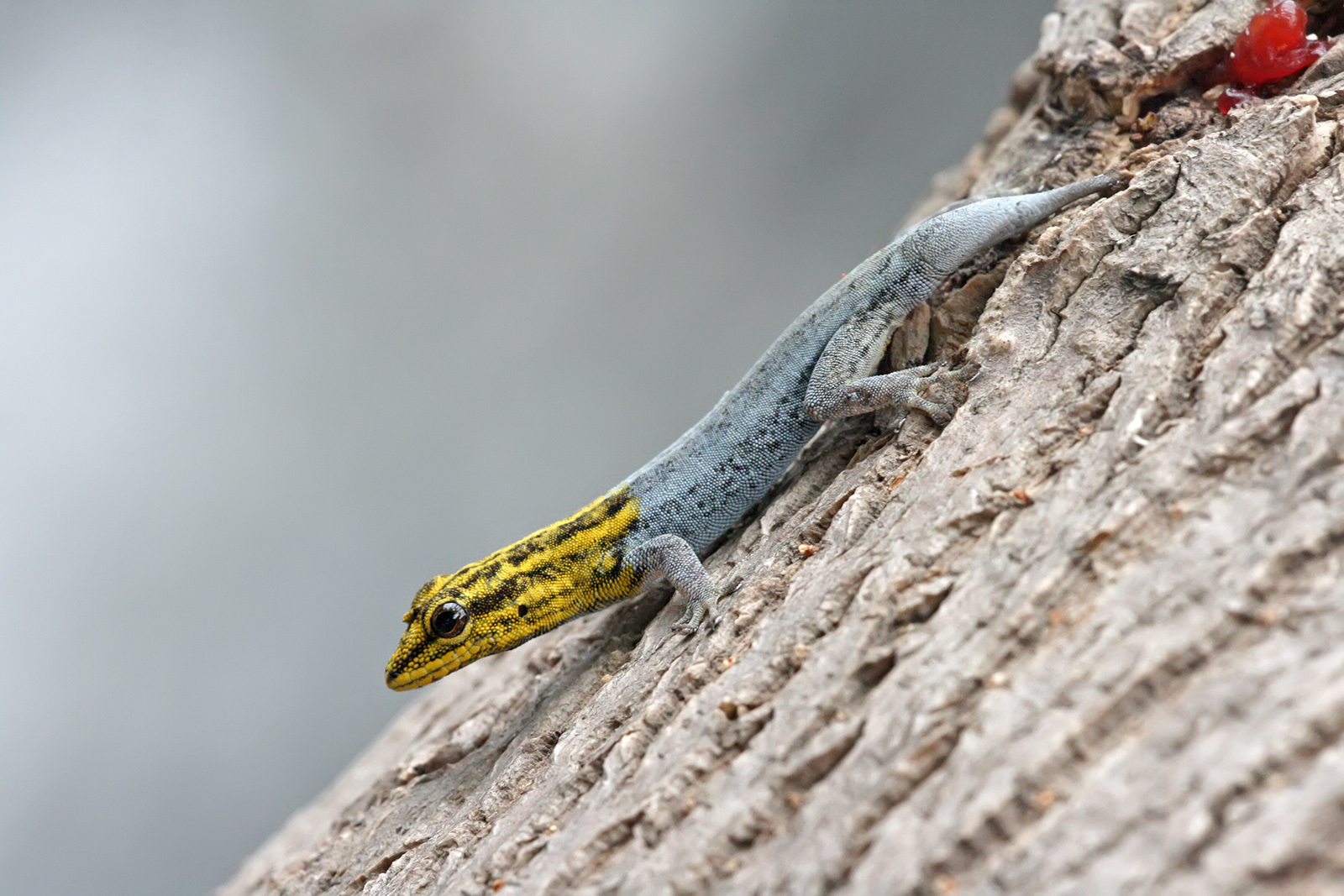
أبو بريص مع ذيل مجدد.

التجدُّد (بالإنجليزية: Regeneration)‏ في علم الأحياء، هو قدرة جميع الكائنات الحية على تصليح نفسها بعد الأذية أو الإجهاد ، سواء على المستوى الخلوي أو النسجي، وفي بعض الأحيان تعويض أعضاء مفقودة بالكامل.
التجدّد أو التجديد، ويُعرف أيضًا بالاستعاضة، هي عمليّة تحدث عندما يكون لدى الكائن الحيّ  خليّة أو عُضيّ ناقص، ومن خلال هذه العمليّة تتجدّد أي تنمو خليّة أو عضيّ جديد. بكلمات أخرى، تحدث عملية التجدّد لتستطيع الكائنات الحيّة إصلاح نفسها بعد الأذيّة أو بعد فقدان جزء منها. ويُعدّ التجدّد أحد أهمّ طُرق استمرار نوع الكائن الحيّ. 

## مراحل التجديد
1. الاندمال: هو عمليّة تشكّل الندبة المؤقتة التي تغطّي الجرح أو الثغرة في الجلد أو الأنسجة الحيّة الأخرى. ويحدث ذلك بطرق مختلفة، فعند اللافقاريّات يقوم الجسم بإنتاج خلايا جوفيّة تعمل على ملء الثغرات وتحسين الشفاء. أمّا في الفقاريّات يقوم الجسم بتكوين جلطات للدم لوقف النزيف وتكوين الألياف الغرائيّة التي تساعد في تكوين الندبة.

بعد تكوين الندبة المؤقّتة، يستمرّ الجسم في عمليّة الشفاء بإعادة تشكيل الأنسجة المتضرّرة ابتداءً من الخلايا الحيّة الخاصّة بها، وهذا يساعد في استعادة وظيفة الأنسجة المتأثّرة. 
1. توضع الأصل المولد:  تتجمّع خلايا ذات صفات جنينيّة غير متمايزة غنيّة بالحمض النوويّ الريبي التي لديها إمكانية وقدرة عالية على الانقسام، أو خلايا طرأ عليها ارتداد التمايز تهاجر باتجاه المنطقة المصابة وتبدأ في التضاعف والانقسام بشكل نشط لإعادة بناء الأنسجة المتضرّرة.

1. تمايز الأصل المولد: هو عمليّة تطوّر الخلايا غير المتمايزة في الأصل المولد إلى أنواع مختلفة من الخلايا المتخصّصة والتي تشكّل أجزاء الجسم المختلفة، مثل الأعضاء والأنسجة. يُرافَق تمايز الأصل المولد بِتشكّل الجزء الناقص، أي تَكوّن جزء مفقود من الجسم، والذي يمكن أن يحدث نتيجة لتمايز الأصل المولد بشكل غير كامل، ممّا يؤدّي في بعض الأحيان إلى تشكّل هياكل غير طبيعيّة أو عملاقة.

من الأمثلة على تمايز الأصل المولد هي العصويّة وهي حشرة تشبه الورقة وتعيش عليها، يتمّ تشكّل طرف جديد كبديل للقرين الاستشعاريّ الذي قد يفقد. وفي العظاء، يمكن أن يتمّ تشكّل ذيل جديد كبديل للطرف المقطوع، وهذا يظهر كاستجابة لتمايز الأصل المولد.

## التجديد لدى الحيوانات
تشاهد هذه الظاهرة في العديد من الكائنات الحيّة، مثل اللاسعات  والحلقيّات  وبعض أنواع الحشرات وشوكيّات الجلد. كما أنّ بعض الفقاريّات تمتلك القدرة على استبدال الأجزاء المتضرّرة من جسمها، ومثال على ذلك هو تجديد الديدان المهتزّات لأجسامها، حيث يقوم كلّ شطر من المهتزّ بالانقسام إلى شطرين يتجدّد كلّ منهما لينمو كحيوان مستقلّ. وبالإضافة إلى ذلك، فإنّ تقطيع الدودة إلى قطع صغيرة يؤدّي إلى تشكيل دودة جديدة لكلّ قطعة، كما يحدث في تكاثر الإسفنجيّات التي تتقطّع لِتُشكّل أعدادًا كبيرة من القطع الصغيرة، حيث تتجدّد كلّ قطعة لتكون فردًا جديدًا.

### آليّات التجديد
تعود بدايات الاكتشافات المتعلّقة بظاهرة التجديد إلى نهاية القرن السابع عشر، حيث أظهر أبراهام تريمبلي عام 1742 قدرة قطعتين من هيدريّة الماء العذب على التحامها لتشكّل حيوانًا كاملاً. وفي نفس العام، اكتشف ريمور قدرة التجديد في الدودة المنبسطة، التي تستطيع في بعض أنواعها تشكيل حيوان كامل بعد قطعها بأيّ شكل.
تظلّ الآليّات المسؤولة عن التجديد محلّ اهتمام واستكشاف، والتي تشبه تلك التي تتدخّل في تطوّر الجنين. تواجه الدراسات تحدّيات نتيجة لوجود الأجزاء القديمة وعقبات أخرى. من المحتمل أن تكون الخلايا القادرة على التحوّل والتوجيه الوراثيّ وراء هذه العمليّة، بالإضافة إلى الجهاز العصبيّ والمواد الكيميائيّة المتفرّعة. الاختبارات التي أجريت في مجموعات مختلفة، لم توفّر إجابات نهائيّة عن هذه التساؤلات.
يبدو أنّ الشرط الأساسيّ لتجديد الأنسجة هو إفرازات عصبيّة بروتينيّة تساعد في تجديد الخلايا المصابة بعد الإصابة. يبدو أنّ الجهاز العصبيّ يلعب دورًا مهمًّا في هذه العمليّة، ولكن دوره ليس حصريًّا، إذ يتوقّف التجديد أيضًا على البيئة المحيطة والإجراءات التثبيطيّة.

## وصلات خارجية
- Spallanzani's mouse: a model of restoration and regeneration
- Mice that regrow hearts in the news
- DARPA Grant Supports Research Toward Realizing Tissue Regeneration
- The Geniuses Of Regeneration in بلومبيرغ بيزنس ويك, May 24, 2004
- UCI Limb Regeneration Lab نسخة محفوظة 24 نوفمبر 2020 على موقع واي باك مشين.